# Sistema de medidas de los boticarios

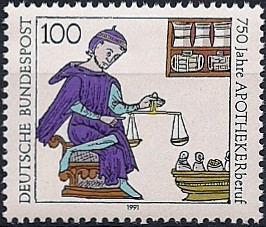
Sello alemán de 1991, que conmemora los 750 años de la profesión de boticario.

El sistema de boticarios o pesos y medidas de los boticarios es un sistema histórico de unidades de masa y volumen que fueron utilizados por los médicos y boticarios para recetas médicas, y también a veces por científicos. La versión inglesa del sistema está estrechamente relacionada con el sistema inglés de peso troy, siendo la libra y el grano exactamente iguales en ambos. Dicho sistema divide una libra en 12 onzas, una onza en 8 dracmas y un dracma en 3 escrúpulos o 60 granos. Esta forma exacta del sistema se usó en el Reino Unido; y en algunas de sus antiguas colonias sobrevivió hasta bien entrado el siglo XX. El sistema de medidas de los boticarios es un sistema similar de unidades de volumen basado en la onza líquida.
Durante mucho tiempo, las recetas médicas se escribieron en latín, a menudo usando símbolos especiales para indicar pesos y medidas. El uso de diferentes sistemas de medida y peso según el propósito fue un fenómeno muy difundido en Europa entre el declive del Imperio Romano y la adopción del sistema métrico. Esto estaba relacionado con el comercio internacional, especialmente con la necesidad de utilizar los estándares del mercado objetivo y de compensar una práctica de pesaje común que causaba una diferencia entre el peso real y el nominal.
En el siglo XIX, la mayoría de los países o ciudades europeos todavía tenían al menos un sistema "comercial" o "civil" (como el sistema inglés avoirdupois) para el comercio general, y un segundo sistema (como el sistema troy) para metales preciosos tales como oro y plata. El sistema para metales preciosos usualmente se dividía de una manera diferente al sistema comercial, a menudo usando unidades especiales como el quilate. Más significativamente, a menudo se basaba en diferentes estándares de peso. El sistema de los boticarios a menudo usaba las mismas onzas que el sistema de metales preciosos, aunque a veces el número de onzas en una libra podía ser diferente. La libra de los boticarios se dividió en sus propias unidades especiales, que fueron heredadas (a través de influyentes tratados de médicos griegos como Dioscórides y Galeno, que se remontan a los siglos I y II) del sistema de peso de uso general de los romanos. Donde los pesos de los boticarios y los pesos comerciales normales eran diferentes, no siempre estaba claro cuál de los dos sistemas se usaba en el comercio entre comerciantes y boticarios, o mediante qué sistema los boticarios pesaban la medicina cuando realmente la vendían. En los manuales de los antiguos mercaderes, el sistema anterior se denomina a veces sistema farmacéutico y se distingue del sistema de los boticarios.